# San Nicola dell'Alto
San Nicola dell'Alto är en ort och kommun i provinsen Crotone i regionen Kalabrien i Italien. Kommunen hade 786 invånare (2017).